# Valencia del Ventoso (kommunhuvudort)
Valencia del Ventoso är en kommunhuvudort i Spanien.   Den ligger i provinsen Provincia de Badajoz och regionen Extremadura, i den sydvästra delen av landet, 300 km sydväst om huvudstaden Madrid. Valencia del Ventoso ligger 522 meter över havet och antalet invånare är 2 235.
Terrängen runt Valencia del Ventoso är platt åt nordost, men åt sydväst är den kuperad. Runt Valencia del Ventoso är det ganska glesbefolkat, med 22 invånare per kvadratkilometer. Närmaste större samhälle är Zafra, 17,2 km norr om Valencia del Ventoso. Trakten runt Valencia del Ventoso består till största delen av jordbruksmark.